# Tinh vân Thuyền Để
Tinh vân Carina hay Tinh vân Sống Thuyền (Đại tinh vân trong Chòm sao Thuyền Để, Tinh vân Eta Carinae, hay NGC 3372) là một tinh vân lớn và sáng bao quanh một số cụm sao. Eta Carinae và HD 93129A là hai sao có độ sáng và khối lượng lớn nhất trong dải Ngân Hà của chúng ta, cũng nằm trong đó. Tinh vân nằm trong khoảng giữa cách Trái Đất 6.500 vs3 10.000 năm ánh sáng. Nó xuất hiện trong chòm sao Thuyền Để (Sống Thuyền), và nằm trong nhánh Thuyền Để–Nhân Mã. Tinh vân chứa nhiều sao kiểu O.
Tinh vân này là một trong những tinh vân khuếch tán lớn nhất trên bầu trời. Mặc dù nó lớn hơn 4 lần và thậm chí sáng hơn tinh vân nổi tiếng Orion, tinh vân Carina ít được biết đến hơn do nó nằm xa bề phía Nam Bán Cầu. Nó được Nicolas Louis de Lacaille phát hiện năm 1751–52 từ Mũi Hảo Vọng.